# Bernard Odon de Fezensac
Bernard Odon de Fezensac, dit Mancius-Tineas est un comte de Fezensac de la fin du Xe siècle et du début du XIe siècle. Il est mort avant 1020.

## Biographie
Il succède à son père Odon Falta un peu avant 985.
Son surnom de Mancius-Tineas qui signifie “couvert de teigne”, mais l'on ignore les circonstances qui le lui firent attribuer. Il fonda plusieurs monastères, celui de Saint-Gervais et Saint-Protais à Eauze, celui de Lourcy et peut-être le prieuré de Montaut.
D'une épouse dont l'histoire n'a pas transmis le nom, il laisse trois enfants :
- Aymeric Ier, qui lui succède comme comte de Fezensac ;
- Raymond Ier Copa († 1049), archevêque d'Auch de 1036 à 1049 ;
- une fille, d'abord mariée à Arnaud, seigneur de Préneron, puis à Arnaud Guillaume Tremble-Dieu. De ce second mariage, elle eut Guillaume Arnaud, seigneur de Tremblade.